# Môi trường doanh nghiệp
Môi trường doanh nghiệp là các yếu tố, bao gồm cả bên ngoài lẫn bên trong, ảnh hưởng đến sự hoạt động, thành công hay thất bại của doanh nghiệp

## Môi trường bên ngoài

### Môi trường vĩ mô
- Tự nhiên: tác động rất lớn đến hoạt động kinh doanh của doanh nghiệp. Về cơ bản thường tác động bất lợi đối với các hoạt động của doanh nghiệp, đặc biệt là những doanh nghiệp sản xuất kinh doanh có liên quan đến tự nhiên như: sản xuất nông phẩm, thực phẩm theo mùa, kinh doanh khách sạn, du lịch...Để chủ động đối phó với các tác động của yếu tố tự nhiên,các doanh nghiệp phải tính đến các yếu tố tự nhiên có liên quan thông qua các hoạt động phân tích, dự báo của bản thân doanh nghiệp và đánh giá của các cơ quan chuyên môn. Các biện pháp thường được doanh nghiệp sử dụng: dự phòng, san bằng, tiên đoán và các biện pháp khác... Ngoài ra, nó còn ảnh hưởng đến các doanh nghiệp như vấn đề tiếng ồn, ô nhiễm môi trường... và các doanh nghiệp phải cùng nhau giải quyết.
- Kinh tế (Economical): Bao gồm các yếu tố như tốc độ tăng trưởng và sự ổn định của nền kinh tế, sức mua, sự ổn định của giá cả, tiền tệ, lạm phát, tỷ giá hối đoái... Tất cả các yếu tố này đều ảnh hưởng đến hoạt động sản xuất kinh doanh của doanh nghiệp. Những biến động của các yếu tố kinh tế có thể tạo ra cơ hội và cả những thách thức với doanh nghiệp. Để đảm bảo thành công của hoạt động doanh nghiệp trước biến động về kinh tế, các doanh nghiệp phải theo dõi, phân tích, dự báo biến động của từng yếu tố để đưa ra các giải pháp, các chính sách tương ứng trong từng thời điểm cụ thể nhằm tận dụng, khai thác những cơ hội, né tránh, giảm thiểu nguy cơ và đe dọa. Khi phân tích, dự báo sự biến động của các yếu tố kinh tế, để đưa ra kết luận đúng, các doanh nghiệp cần dựa vào một số căn cứ quan trọng: các số liệu tổng hợp của kì trước, các diễn biến thực tế của kì nghiên cứu, các dự báo của nhà kinh tế lớn...
- Kỹ thuật - Công nghệ (Technological): Đây là nhân tố ảnh hưởng mạnh, trực tiếp đến doanh nghiệp. Các yếu tố công nghệ thường biểu hiện như phương pháp sản xuất mới, kĩ thuật mới, vật liệu mới, thiết bị sản xuất, các bí quyết, các phát minh, phần mềm ứng dụng... Khi công nghệ phát triển, các doanh nghiệp có điều kiện ứng dụng các thành tựu của công nghệ để tạo ra sản phẩm, dịch vụ có chất lượng cao hơn nhằm phát triển kinh doanh, nâng cao năng lực cạnh tranh. Tuy vậy, nó cũng mang lại cho doanh nghiệp nguy cơ tụt hậu, giảm năng lực cạnh tranh nếu doanh nghiệp không đổi mới công nghệ kịp thời.
- Văn hóa - Xã hội (Socio-Cultural): Ảnh hưởng sâu sắc đến hoạt động quản trị và kinh doanh của một doanh nghiệp. Doanh nghiệp cần phải phân tích các yếu tố văn hóa, xã hội nhằm nhận biết các cơ hội và nguy cơ có thể xảy ra. Mỗi một sự thay đổi của các lực lượng văn hóa có thể tạo ra một ngành kinh doanh mới nhưng cũng có thể xóa đi một ngành kinh doanh.
- Chính trị (Political) - Pháp luật (Legal): Gồm các yếu tố chính phủ, hệ thống pháp luật, xu hướng chính trị... Các nhân tố này ngày càng ảnh hưởng lớn đến hoạt động của doanh nghiệp. Sự ổn định về chính trị, nhất quán về quan điểm, chính sách lớn luôn là sự hấp dẫn của các nhà đầu tư. Trong xu thế toàn cầu hiện nay, mối liên hệ giữa chính trị và kinh doanh không chỉ diễn ra trên bình diện quốc gia mà còn thể hiện trong các quan hệ quốc tế. Để đưa ra được những quyết định hợp lý trong quản trị doanh nghiệp, cần phải phân tích, dự báo sự thay đổi của môi trường trong từng giai đoạn phát triển.
- Đoàn thể, các lực lượng chính trị, xã hội - Nguồn nhân lực xã hội, quốc gia.
- Môi trường (Environmental) hội nhập - quốc tế.

### Môi trường vi mô
- Nhà cung cấp.
- Khách hàng.
- Đối thủ cạnh tranh.
- Đối thủ tiềm ẩn: Chỉ một đối thủ có khả năng gia nhập và cạnh tranh trong một thị trường cụ thể song hiện tại chưa gia nhập.
- Sản phẩm thay thế: Là sản phẩm có thể thay thế các loại sản phẩm khác tương đương về công dụng (hoặc tiêu thụ) khi có các điều kiện thay đổi. Sản phẩm thay thế có thể có chất lượng tốt hơn hoặc thấp hơn mặt hàng nó thay thế và đa số có mức giá rẻ hơn.

## Môi trường bên trong
Môi trường bên trong bao gồm các nguồn lực về con người, tài chính, công nghệ, sản phẩm, giá, kênh phân phối, xúc tiến quảng cáo,... của doanh nghiệp. Ngoài ra còn có văn hóa doanh nghiệp